# DisneyMania 4
DisneyMania 4 is het vijfde deel van de uit negen delen bestaande DisneyMania-cd-serie uitgegeven door Walt Disney Records. Dit album was het debuut voor veel van de huidige sterren van Disney Channel, zoals Miley Cyrus als Hannah Montana. Dit is het tweede album waar de "Disney Channel Circle of Stars" een nummer voor hebben opgenomen, met een aantal extra's zoals Dylan en Cole Sprouse. Ander artiesten op het album zijn de Jonas Brothers, Teddy Geiger en B5. Dit album behaalde de beste positie in de Amerikaanse charts van alle albums in de Billboard 2000 en kreeg ook een RIAA-certificatie. Het album heeft tot 2010 717.000 exemplaren verkocht.

## Liedjes
1. Disney Channel Circle of Stars — "A Dream Is a Wish Your Heart Makes" (Cinderella) - 3:46
2. Miley Cyrus — "Zip-a-Dee-Doo-Dah" (Song of the South) - 3:06
3. The Cheetah Girls — "If I Never Knew You" (Pocahontas) - 3:16
4. B5 — "Who's Afraid of the Big Bad Wolf?" (Three Little Pigs) - 3:32
5. Christina Aguilera — "Reflection" (Remix) (Mulan) - 3:15
6. Jesse McCartney — "I'll Try" (Return to Neverland) - 3:51
7. Everlife — "Look Through My Eyes" (Brother Bear) - 3:11
8. Anneliese van der Pol — "Candle on the Water" (Pete's Dragon) - 3:08
9. Teddy Geiger — "You'll Be in My Heart" (Tarzan) - 4:15
10. Jonas Brothers — "Yo Ho (A Pirate's Life for Me)" (Pirates of the Caribbean) - 2:04
11. Ashley Tisdale met Drew Seeley — "Some Day My Prince Will Come" (Snow White and the Seven Dwarfs) - 3:31
12. Baha Men — "Hawaiian Roller Coaster Ride" (Lilo & Stitch) - 3:30
13. Sara Paxton — "Can You Feel the Love Tonight" (The Lion King) - 3:40
14. Orlando Brown — "Super Cali (BoiOB Mix)" (Mary Poppins) - 3:32
15. Devo 2.0 — "Monkey's Uncle" (The Monkey's Uncle) - 2:24
16. Skye Sweetnam — "Cruella De Vil" (One Hundred and One Dalmatians)
17. K-Ci & JoJo — "Go the Distance" (Hercules)

## Singles
1. "A Dream Is a Wish Your Heart Makes" — Disney Channel Circle of Stars
2. "Who's Afraid of the Big Bad Wolf" — B5
3. "If I Never Knew You" — The Cheetah Girls
4. "Super Cali (BoiOB Version)" — Orlando Brown

## Muziekvideo's
1. "A Dream Is a Wish Your Heart Makes" — Disney Channel Circle of Stars
2. "If I Never Knew You" — The Cheetah Girls
3. "Who's Afraid of the Big Bad Wolf" — B5

Genummerde albums: DisneyMania 1 · DisneyMania 2 · DisneyMania 3 · DisneyMania 4 · DisneyMania 5 · DisneyMania 6
Andere albums: DisneyRemixMania · Princess DisneyMania